# Nola subchlamydula
Nola subchlamydula là một loài bướm đêm thuộc họ Nolidae. Nó được tìm thấy ở Bắc Phi và miền nam và đông nam châu Âu.
Sải cánh dài 17–19 mm.
Ấu trùng ăn Teucrium chamaedrys, Salvia và Lavandula stoechas.

## Hình ảnh

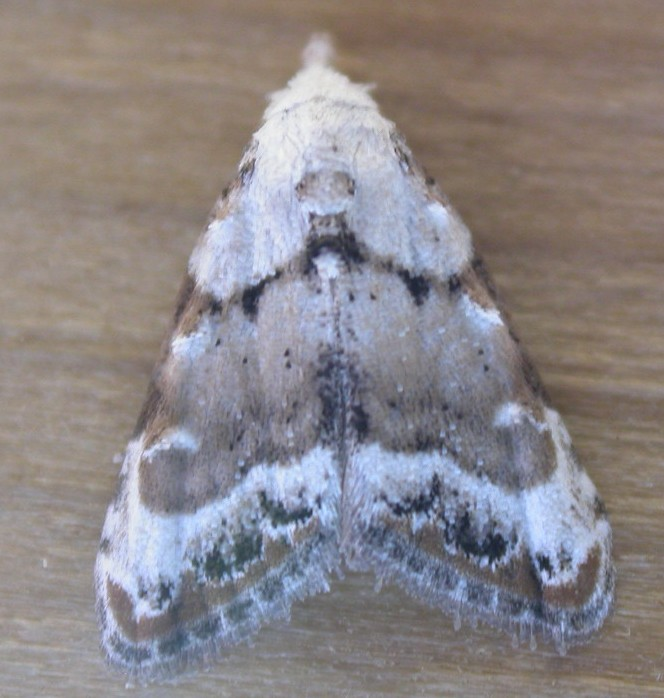